# Hedonistische Internationale

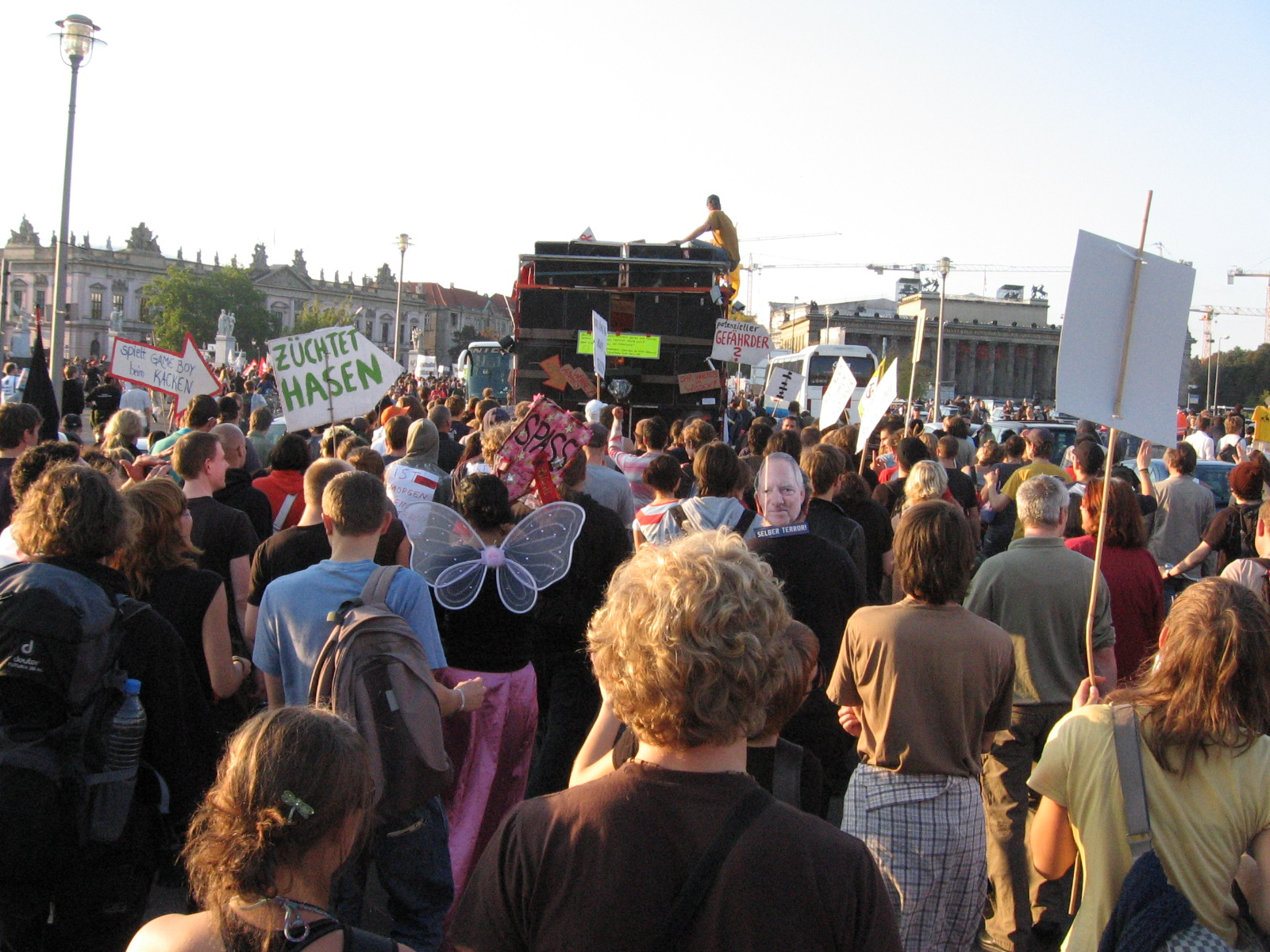
Wagen der Hedonistischen Internationale auf der Demonstration „Freiheit statt Angst“, 2007 in Berlin

Die Hedonistische Internationale (auch Hedonist International) ist ein loses internationales Netzwerk aktionsorientierter linker Gruppen und Einzelpersonen. Es besteht seit 2006 und hat mehr als 30 Sektionen in Deutschland, Österreich, Italien, USA und der Schweiz.

## Konzept
Ihrem Manifest zufolge versteht sich die Hedonistische Internationale nicht als Organisation, sondern als Idee, unter der Menschen auf der ganzen Welt unabhängig voneinander und dezentral unter dem Motto „Protest.Party.Action“ agieren. Die Hedonistische Internationale lehnt zentrale Organisationsstrukturen ab.
Das Manifest wurde bisher in 21 Sprachen übersetzt und definiert den Handlungsrahmen der Sektionen. Die Hedonistische Internationale sieht Hedonismus darin „nicht als Motor einer dumpfen, materialistischen Spaßgesellschaft, sondern als Chance zur Überwindung des Bestehenden“ und „will Freude, Lust, Genuss und ein selbst bestimmtes Leben in Freiheit für alle Menschen!“ sowie „fröhliches Miteinander, Anarchie, die Ideen Epikurs, bunte Freude, Sinnlichkeit, Ausschweifung, Freundschaft, Gerechtigkeit, Toleranz, Freiheit, sexuelle Freizügigkeit, Nachhaltigkeit, Friede, freien Zugang zu Information, Kunst, kosmopolitisches Dasein, eine Welt ohne Grenzen und Diskriminierung“.
Auf dem Ersten Weltkongress der Hedonistischen Internationale im Juni 2010 trafen sich erstmals ein Großteil der verschiedenen Sektionen. Der Zweite Weltkongress fand unter Mitwirkung des Philosophen Bernulf Kanitscheider im Juni 2011 in Riebau statt, der dritte 2012 in Kuhlmühle, weitere folgten 2013, 2014, 2015 und 2016. Der 8. Weltkongress der Hedonistischen Internationale fand vom 8. bis 11. Juni 2017 in Lärz statt. Vom 26.-30. Mai 2022 fand ein Kongress nahe Berlin statt, 

## Aktionen
Aktionsfelder der Hedonistischen Internationale sind die Forderung nach subkulturellen Freiräumen wie Clubs und besetzten Häusern, die Aneignung von öffentlichem Raum, Antifaschismus sowie Kritik an Kapitalismus, prekären Arbeitsverhältnissen und der Einschränkung von Freiheitsrechten. Dabei bedient sich die Hedonistische Internationale, neben dem Mittel der Demonstration, der Methoden der Kommunikationsguerilla und des zivilen Ungehorsams. Dazu gehören unangemeldete Versammlungen, (temporäre) Besetzungen und Blockaden von öffentlichem und privatem Raum.
Im Dezember 2006 wurde der Fernsehturm in Berlin besetzt, im Mai 2007 gab es eine Seeblockade des deutschen Verteidigungsministeriums, im Juni darauf wurde an den G8-Protesten in Heiligendamm teilgenommen.
Am 10. April 2008 gelang es der Hedonistischen Internationale, gefälschte Inhalte in einem Beitrag der Sendung Polylux des RBB zu platzieren. In der Reportage wurde ein vermeintlicher Speed-Konsument vorgestellt, der angeblich eine Drogen-Diät mache. In einer Pressemeldung des „Kommando Tito von Hardenberg“ hieß es zur Begründung: „Polylux war zwar Ziel der Aktion, steht aber stellvertretend für weite Teile der Medienlandschaft, für die Recherche in erster Linie einen Kostenfaktor darstellt. Zentrale Bereiche des Journalismus werden an unterbezahlte Praktikanten ausgelagert, denen es aufgrund prekärer Arbeitsverhältnisse und des daraus resultierenden Drucks schwer möglich ist, ausreichend Zeit und Ressourcen in ihre Arbeit zu investieren.“
Bei Protesten gegen die Veranstaltungshalle O2 World Berlin gelang es mehreren Aktivisten der Hedonistischen Internationale, bei der Eröffnungsfeier am 10. September 2008 ohne Einladung mit Abendgarderobe in die Halle vorzudringen und die Veranstaltung zu stören.
Die Unterstützung der Hedonistischen Internationale genießen unter anderem die Bürgerinitiative Mediaspree versenken, die Wasserschlacht und die Demonstrationen „Freiheit statt Angst“. Im Jahr 2010 erregte die Hedonistische Internationale Aufsehen bei Mietprotesten. Aktivisten zogen sich bei Wohnungsbesichtigungen in Berlin nackt aus, um gegen zu hohe Mieten zu demonstrieren.
Am 5. März 2011 veranstaltete die „Monarchohedonistische Front“ anlässlich der Plagiatsaffäre Guttenberg mit der „Initiative Pro Guttenberg“ eine Pro-Guttenberg-Demonstration vor dem Brandenburger Tor.
Während der Nuklearunfälle von Fukushima legten Aktivisten der „Hedonistischen Nukleare“ einen Satire-Account für den Lobbyverband Deutsches Atomforum an, der mit zynischen Tweets innerhalb eines Tages viermal so viele Follower gewinnen konnte wie das Original. Das Deutsche Atomforum drohte rechtliche Schritte an und ließ den Account am 29. März 2011 sperren.
Am 2. Februar 2012 bewarfen Aktivisten der Hedonistischen Internationale und von Anonymous in einer gemeinsamen Aktion den Ex-Verteidigungsminister Karl-Theodor zu Guttenberg in Berlin mit einer Torte. Sie protestierten damit gegen die Berufung Guttenbergs zum EU-Berater für Internetfreiheit.
Im Dezember 2013 rief ein „Kommando Gerhard Schröder“ mit der Telefonnummer der SPD-Zentrale Parteimitglieder an, die sich im Vorfeld des Mitgliedervotums über die Große Koalition gegen ein solches Regierungsbündnis gestellt hatten. Die Anrufe lösten bundesweit Resonanz aus, die SPD ging zuerst davon aus, dass ihre Telefonzentrale gehackt worden sei.
Ende März 2014 gaben Mitglieder der zur Hedonistischen Internationale gehörenden Künstlergruppe „Hedonistisches Institut für angewandte Populismusforschung“ bekannt, dass sie hinter der Hochschulgruppe „Die Fleischliste“ stecken, die bei den Wahlen zum Studierendenparlament der Universität Hamburg mehrere Hundert Stimmen bekam und von mehreren Medien (zum Beispiel Spiegel Online und Hamburg1) porträtiert worden war. Ziel der Aktion war laut ihrem Sprecher Jesko Gibs die Entstellung gängiger „Strukturmomente, derer sich einschlägige Menschen in den Medien bedienen“, um populistische Diskurse zu kritisieren, etwa von Thilo Sarrazin oder Matthias Matussek angestoßene Debatten.
Zum Tag der Deutschen Einheit 2018 gestaltete eine Sektion namens „Neue Treuhand“ eine Webseite und eine öffentliche Kundgebung, um sich als Fake-Behörde der Aufgabe zu stellen, „gefährliche Anhäufungen von Reichtum zu deprivatisieren“. Ähnliche Intentionen hatte die Sektion „myGruni“ am 1. Mai 2018 und 2019, als sie zu Demonstrationen im Berliner Villenviertel Grunewald aufrief. Das Motto lautete: „Wo eine Villa ist, ist auch ein Weg“.

## Öffentliche Rezeption
Kritiker werfen der Hedonistischen Internationale mangelnde theoretische Reflexion vor. Die politischen Aktionen dienten einzig der Sinngebung eines ausschweifenden Lebensstils. Medienvertreter betrachten die Aktionsformen der Hedonistischen Internationalen dagegen als modernen Protest.